# Mercedes Chilla
Mercedes Chilla López (née le 19 janvier 1980 à Jerez de la Frontera) est une athlète espagnole, spécialiste du lancer du javelot.

## Biographie
Elle a représenté l'Espagne à deux Jeux olympiques (2004 et 2008). Elle détient le record d'Espagne en 64,07 m.
Elle a été médaille de bronze lors des Championnats d'Europe d'athlétisme 2006 et aux Universiades.

## Palmarès
| Date | Compétition                          | Lieu         | Résultat | Marque  |
| ---- | ------------------------------------ | ------------ | -------- | ------- |
| 2001 | Championnats d'Europe espoirs        | Amsterdam    | 2e       | 57,78 m |
| 2003 | Universiade                          | Daegu        | 3e       | 55,94 m |
| 2005 | Jeux méditerranéens                  | Almería      | 3e       | 57,69 m |
| 2006 | Coupe d'Europe hivernale des lancers | Tel Aviv     | 3e       | 57,28 m |
| 2006 | Championnats d'Europe                | Göteborg     | 3e       | 61,98 m |
| 2008 | Jeux olympiques                      | Pékin        | 9e       | 58,13 m |
| 2010 | Championnats ibéro-américains        | San Fernando | 1re      | 62,39 m |
| 2010 | Championnats d'Europe                | Barcelone    | 5e       | 61,40 m |
| 2014 | Championnats d'Europe                | Zurich       | 10e      | 59,91 m |
| 2015 | Coupe d'Europe des clubs             | Mersin       | 1re      | 58,77 m |

### National
10 titres (2003-2011, 2014)

### Records
| Épreuve           | Performance | Lieu    | Date         |
| ----------------- | ----------- | ------- | ------------ |
| Lancer du javelot | 64,07 m     | Valence | 11 juin 2010 |